# 半夜朋友的比喻

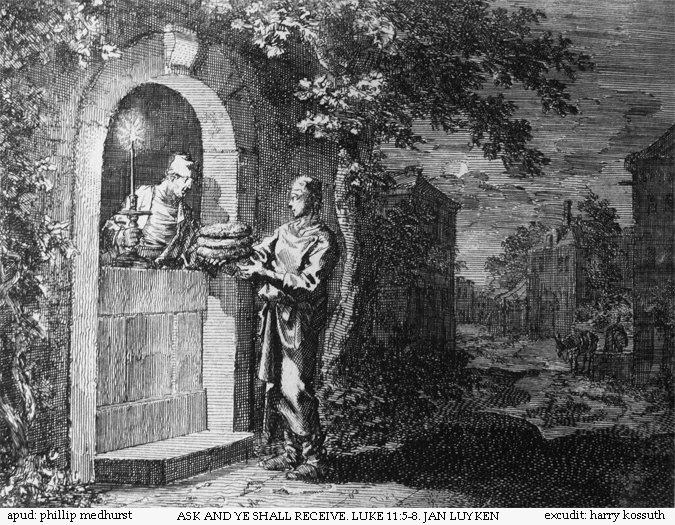
Etching by Jan Luyken illustrating the ending of the parable, from the Bowyer Bible.

在《新约圣经》中，半夜朋友的比喻是一个耶稣的比喻。根据《路加福音》第11章第5至8节叙述，一个朋友凭借不断的请求，最终同意帮助他的邻居。这个比喻展现了不断祈祷、永不放弃的需要，它和不义管家的比喻相似。

## 原文
|                                     | 耶稣又说、你们中间谁有一个朋友、半夜到他那里去说、朋友、请借给我三个饼。因为我有一个朋友行路、来到我这里、我没有甚么给他摆上。那人在里面回答说、不要搅扰我．门已经关闭、孩子们也同我在床上了．我不能起来给你。我告诉你们、虽不因他是朋友起来给他、但因他情词迫切的直求、就必起来照他所需用的给他。 |
| ——《路加福音》第11章第5节至第18节参 | |